# Колективно несъзнавано
Колективното несъзнавано, понякога познато като „колективно подсъзнавано“, е термин в психологията, измислен от Карл Юнг. Докато при Фройд теоретично – топографски няма отделяне на „индивидуална психология“ от „колективна психология“, то Юнг различава „лично“ от „колективно несъзнавано“, специфично за всяко отделно човешко същество. Това колективно несъзнавано съдържа целия минал опит на човечеството, което според Юнг се унаследява и съдържа архетипи.
Колективното несъзнавано е още познато като „резервоар на преживяванията на нашия вид“.
В главата „Определения“ на творческата работа на Юнг „Психологически типове“ под определението за „колективен“ Юнг го отнася към „символично колективно“, термин, измислен от Леви Брюл. Юнг казва, че именно това описва като колективно несъзнавано. Фройд, от друга страна, не приема идеята за колективното несъзнавано, критикувайки Юнг, че се е отдалечил в мистицизма, езотеричното и окултното.